# Berlin XVIII

Berlin XVIII est un jeu de rôle policier futuriste, publié en 1988, se déroulant dans un univers cyberpunk low-tech (futur proche, violent et sale). Ses auteurs sont Eric Bouchaud et Nicolas Théry. Il s'agit de l'un des gros succès des éditions Siroz (aujourd'hui Asmodée). Après plus de 25 ans d'absence, Berlin XVIII connaît une quatrième édition en 2018, grâce à un financement participatif lancé par l'éditeur 500NDG.

## Description
Les joueurs incarnent des flics d'un Berlin déglingué cruel et inégal. Le jeu permet de faire des scénarios proches de ce que l'on peut voir dans des séries télé policières américaines avec un peu d'ultra violence politiquement incorrecte en plus. Il porte la marque de la guerre froide (la première édition est sortie juste avant la chute du Mur de Berlin).
En certains points, le jeu fut visionnaire : il faisait référence à une Europe fédérale dont la monnaie serait l'Euromark. Pour mémoire, ce nom fut jadis envisagé, pour la monnaie unique européenne.

## Historique
Berlin XVIII  a été initialement édité sous la forme de trois petits livrets dans la collection Universom en 1988, puis sous la forme d'un jeu à part entière la même année. La troisième édition est sortie en 1993 et a connu un certain nombre de suppléments :
- Marxmen 12.35 : supplément aux règles et contexte édité en 1989 ;
- Écran : édité en 1990 suivi d'une nouvelle édition en 1994 ;
- Berliner Nacht : recueil de scénarios édité en 1992 ;
- Berlin Confidential : Supplément de règle et de contexte édité en 1995.

Berlin XVIII n'a pas connu de nouvelle édition à la suite d'une mésentente entre les auteurs et il a été remplacé par C.O.P.S. qui reprend les mêmes principes dans un contexte différent, un Los Angeles futuriste inspiré par les séries télé.
Le 21 octobre 2015, l'éditeur 500 nuances de geek annonce une réédition du jeu en 2016, sous licence Powered by the Apocalypse, et développé par Coralie David et Jérôme Larré. Le 11 mai 2016, ces deux auteurs annoncent qu'ils se retirent du projet en raison d'un « différend créatif », et le projet est repris par Khelren. Le jeu devrait s'écarter de la notion d'enquête pour se centrer sur l'impact des choix des joueurs sur la situation du secteur XVIII de Berlin, en s'inspirant de la série télévisée Berlin Brigade Criminelle (KDD). Une campagne de financement participatif est annoncée pour début 2017. Un site fut consacré à ce jeu. Et c'est finalement fin juillet 2018 que le financement participatif est lancé,. Ce financement participatif a permis de financer le jeu de rôle VF en version PBTA (par Khelren) et en version Fate (par Fil), mais aussi un guide de l'univers (comprenant un texte de Fabrice Colin et des illustrations de Laurie Greasley et Dan Morison).
Berlin XVIII V4 est donc désormais édité et développé par les membres de 500NDG, sous deux versions : 
- Berlin XVIII propulsé par l'Apocalypse, par Khelren
- Berlin XVIII propulsé par Fate, par Fil

Les alpha de ces deux jdr sont téléchargeables sur la page du crowdfunding 2018.